# Mareuil-en-Brie
Mareuil-en-Brie è un comune francese di 255 abitanti situato nel dipartimento della Marna nella regione del Grand Est.

## Società

### Evoluzione demografica
Abitanti censiti